# Ondobe (Wahlkreis)
Der Wahlkreis Ondobe ist ein Wahlkreis im Norden der Region Ohangwena im zentralen Norden Namibias. Kreisverwaltungssitz ist Ondobe. Im Wahlkreis leben (Stand 2023) 32.600 Menschen auf einer Fläche von 457 Quadratkilometern.

## Wahlen
| Wahl | Name             | Partei | Stimmenanteil |
| ---- | ---------------- | ------ | ------------- |
| 1992 |                  |        |               |
| 1998 | B. Mwaningange   | SWAPO  | o. W.         |
| 2004 | Mandume Pohamba  | SWAPO  | 99,6 %        |
| 2010 | Mandume Pohamba  | SWAPO  | 94,9 %        |
| 2015 | Mandume Pohamba  | SWAPO  | 96,7 %        |
| 2020 | Hilaria Ndjuluwa | SWAPO  | 85,9 %        |